# Pangonius pyritosus
Pangonius pyritosus är en tvåvingeart som först beskrevs av Friedrich Hermann Loew 1859.  Pangonius pyritosus ingår i släktet Pangonius och familjen bromsar. Inga underarter finns listade i Catalogue of Life.